# Bétonsalon - Centre d'art et de recherche
 (février 2023).
La mise en forme du texte ne suit pas les recommandations de Wikipédia : il faut le « wikifier ».
Les points d'amélioration suivants sont les cas les plus fréquents. Le détail des points à revoir est peut-être précisé sur la page de discussion.
- Les titres sont pré-formatés par le logiciel. Ils ne sont ni en capitales, ni en gras.
- Le texte ne doit pas être écrit en capitales (les noms de famille non plus), ni en gras, ni en italique, ni en « petit »…
- Le gras n'est utilisé que pour surligner le titre de l'article dans l'introduction, une seule fois.
- L'italique est rarement utilisé : mots en langue étrangère, titres d'œuvres, noms de bateaux, etc.
- Les citations ne sont pas en italique mais en corps de texte normal. Elles sont entourées par des guillemets français : « et ».
- Les listes à puces sont à éviter, des paragraphes rédigés étant largement préférés. Les tableaux sont à réserver à la présentation de données structurées (résultats, etc.).
- Les appels de note de bas de page (petits chiffres en exposant, introduits par l'outil «  Source ») sont à placer entre la fin de phrase et le point final[comme ça].
- Les liens internes (vers d'autres articles de Wikipédia) sont à choisir avec parcimonie. Créez des liens vers des articles approfondissant le sujet. Les termes génériques sans rapport avec le sujet sont à éviter, ainsi que les répétitions de liens vers un même terme.
- Les liens externes sont à placer uniquement dans une section « Liens externes », à la fin de l'article. Ces liens sont à choisir avec parcimonie suivant les règles définies. Si un lien sert de source à l'article, son insertion dans le texte est à faire par les notes de bas de page.
- La présentation des références doit suivre les conventions bibliographiques. Il est recommandé d'utiliser les modèles {{Ouvrage}}, {{Chapitre}}, {{Article}}, {{Lien web}} et/ou {{Bibliographie}}. Le mode d'édition visuel peut mettre en forme automatiquement les références.
- Insérer une infobox (cadre d'informations à droite) n'est pas obligatoire pour parachever la mise en page.

Pour une aide détaillée, merci de consulter Aide:Wikification.
Si vous pensez que ces points ont été résolus, vous pouvez retirer ce bandeau et améliorer la mise en forme d'un autre article.
Bétonsalon - Centre d'art et de recherche est un centre d’art contemporain, situé à Paris, dans le 13e arrondissement.Sa programmation comprend des expositions monographiques ou collectives, des événements pluridisciplinaires, des actions de médiation, des recherches sur les pédagogies expérimentales, des résidences de recherche et de création et des projets hors les murs ...

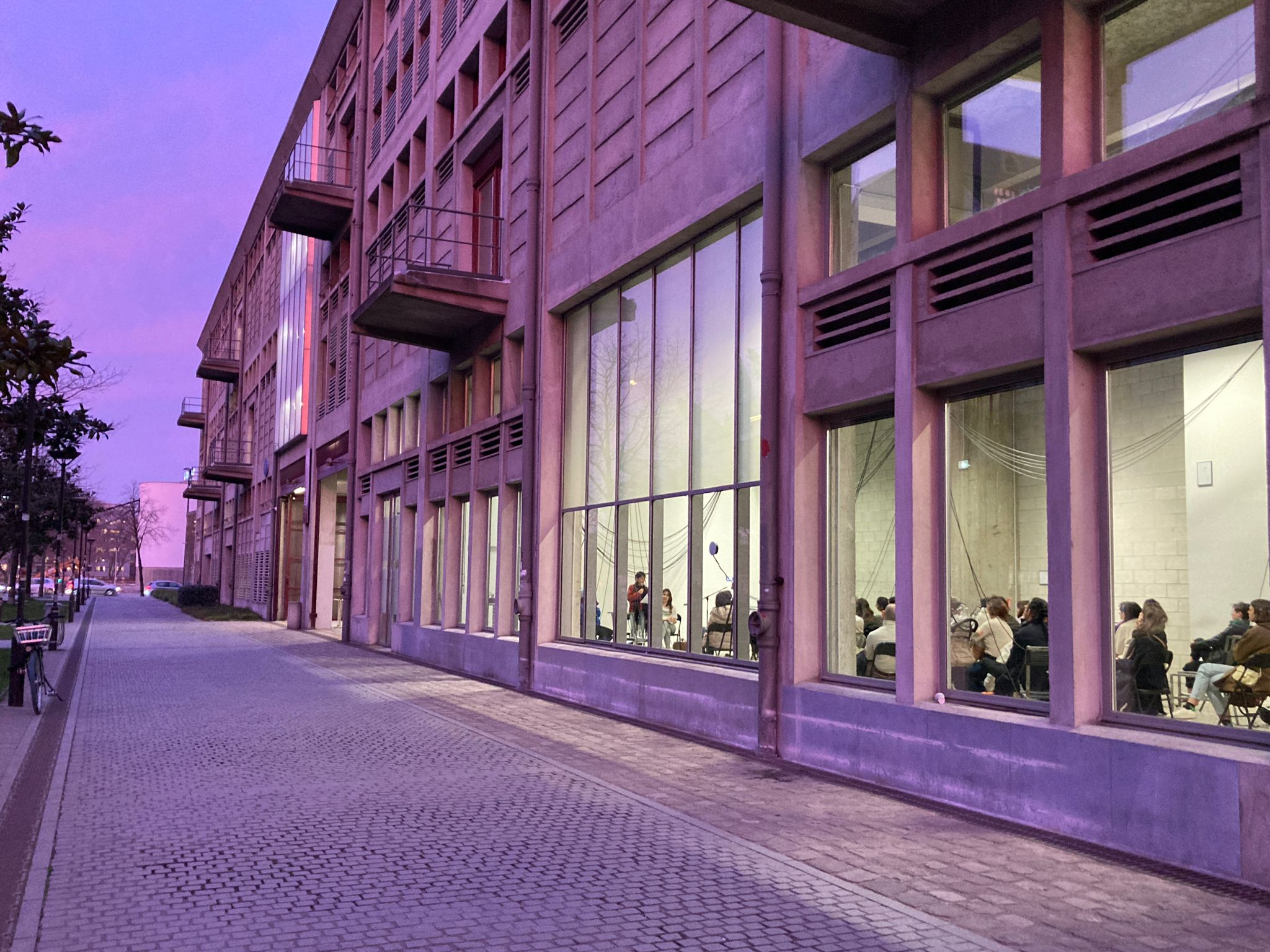

## Historique
Bétonsalon – centre d’art et de recherche est créé en 2003 sous la forme d'une association à but non lucratif. Il est situé au sein de l’Université Paris-Cité dans le 13e arrondissement depuis 2007.
Bétonsalon est un lieu de recherche qui s’exerce sur le terrain de l’exposition comme de la médiation ainsi qu'une source de production de pratiques et de savoirs. Il bénéficie du soutien de la Ville de Paris, de la direction régionale des Affaires culturelles d’Île-de-France – ministère de la Culture et de la Région Île-de-France, avec la collaboration de Université Paris Cité. Bétonsalon est un établissement culturel de la Ville de Paris et est labélisé Centre d’art contemporain d’intérêt national par le ministère de la Culture[réf. nécessaire].
Il compte parmi les centres d’art précurseurs en France à prendre des positions décoloniales et féministes, liant les pratiques artistiques à leurs contextes culturels et politiques[réf. nécessaire].
De 2016 à 2020, l’association ouvre un second site, la Villa Vassilieff.
Mélanie Bouteloup, cofondatrice, dirige Bétonsalon de ses débuts en 2003 jusqu’en 2020 quand Émilie Renard lui succède.

## Programmation
En moyenne, Bétonsalon organise trois à quatre expositions par an. La programmation comprend des expositions monographiques ou collectives, des événements pluridisciplinaires, des actions de médiation et des recherches sur les pédagogies expérimentales, des résidences de recherche et de création et des projets hors les murs, s'attachant à assurer la diversité, l'internationalité et l'intergénérationnel et privilégiant une approche thématique. Bétonsalon développe ses activités de manière collaborative avec des organisations locales, nationales ou internationales. A

## Expositions
- 2008 : Argument de la diagonale.

- 2009 : Fahreinheit 451, Artiste : Thu Van Tran avec la participation de Didier Rittener et Chi Waï Ng

- 2009 : Insolubles solides, Artistes : Nina Beier et Marie Lund, Cyril Dietrich, Francesco Gennari, Franz Gertsch, Aurélien Mole, Blinky Palermo, Dan Peterman, Frédéric Pradeau, Wolfgang Schindler. Une proposition de Cyril Dietrich

- 2010 : La Moitié des choses, Artistes : Chloé Quenum, Clément Rodzielski, Benjamin Seror, Simon Fravega, Jean-Charles de Quillacq

- 2010 : Parties prenantes, Artistes : Tania Bruguera, Harrell Fletcher

- 2011 : Jikken kōbō, Artistes : Ei Arakawa, Sergei Tcherepnin, Gela Patashuri, Aki Takahashi[4]

- 2011 : Nous ne notons pas les fleurs, dit le géographe, Artistes : Lara Almarcegui, Louidgi Beltrame, Tacita Dean, Ursula Biemann, Julien Blanpied, Wang Bing, Ellie Ga, Michael Höpfner, Ruth Kaaserer, Yves Mettler, Trevor Paglen, Carson Salter, le Silo, Triple Canopy, José León Cerrillo

- 2012 : Tropicomania : la vie sociale des plantes, Artistes : Hendrick Danckerts, Édouard Bouët-Willaumez, Germaine Krull, André Lassoudière, Lois Weinberger, Amos Gitaï, Claire Pentecost, Dan Peterman, Dominique Juhé-Beaulaton, Mark Dion, Maria Thereza Alves, Otobong Nkanga, Yo-Yo Gonthier, Pablo Bronstein, Marie Preston

- 2012 : Innerspace, Artiste : David Douard

- 2013 : Quelque chose de plus qu'une succession de notes, Artistes : Ada Magazine, William Anastasi, Amar Foundation, Willem Boshoff, Ian Carr-Harris, Alice De Mont, Ruy Guerra, Johnny Kit Elswa, Shirley, Douglas and Tam Krenak, Violaine Lochu, Ignazio Macchiarella, Pénélope Patrix, Taller Leñateros, Andrew Norman Wilson

- 2013 : Fais un effort pour te souvenir. Ou, à défaut, invente, Artistes : Gloria Anzaldúa, Pauline Boudry / Renate Lorenz, Giuseppe Campuzano, Theresa Hak Kyung Cha, Carola Dertnig, Cheryl Dunye, Renée Green, Marge Monko, Roee Rosen, Monique Wittig[5]

- 2013 : On ne se souvient que des photographies[6]

- 2014 : The Secession Sessions, Artiste : Eric Baudelaire[7]

- 2014 : Confessions, Artiste : Karthik Pandian[8]

- 2014 : The Pale Fox, Artiste : Camille Henrot[9]

- 2015 : Le jour d'après, Artiste : Maryam Jafri[10]

- 2015 : Co-workers : Beyond Disaster, Artistes : Antoine Catala, Ian Cheng, Melissa Dubbin & Aaron S. Davidson & Violaine Sautter, Vilém Flusser & Louis Bec, Jasmina Metwaly & Philip Rizk, David Ohle, Agnieszka Piksa & Vladimir Palibrk, Pamela Rosenkranz, Daniel Steegmann Mangrané, Wu Tsang, Nobuko Tsuchiya, Haytham el-Wardanyn, commissaires ; Mélanie Bouteloup et Garance Malivel[11]

- 2016 : Anywhere But Here, Artistes : Felix González-Torres, Hàm Nghi, Thao‑Nguyen Phan, Pratchaya Phinthong, Vandy Rattana, SAAP (Singapore Art Archive Project), Khvay Samnang, Albert Samreth, Sa Sa Art Projects, Shui Tit Sing, Shooshie Sulaiman, Tran Minh Duc, Vuth Lyno[12]

- 2017 : Incremental Self : les corps transparents, Artiste : Emmanuelle Lainé, commissaire Mélanie Bouteloup[13]

- 2017 : A Hard White Body (Un corps blanc exquis), Artiste : Candice Lin[14]

- 2018 : La pluie a rendu cela possible depuis le morne en colère, la montagne est restée silencieuse. Des impacts de la guerre, des gouttes missile. Après tout cela, peut-être que le volcan protestera à son tour. – Toute la distance de la mer (…), Artiste : Julien Creuzet[15]

- 2018 : 15 ans ! Ça commence, la lumière change, une belle musique arrive, Artiste : Yaïr Barelli[16]

- 2024:  Jean-Noël Herlin, un junk mail junkie, Artiste : Jean-Noël Herlin[17]